# Xenop gorjablanc
Xenop gorjablanc (Xenops minutus) és una espècie d'ocell de la família dels furnàrids (Furnariidae) nadiu de l'Amèrica tropical (Neotròpic), des del sud de Mèxic, per Amèrica Central i del Sud, fins al nord d'Argentina. Es descriuen fins a onze subespècies, però la combinació d'anàlisis geneticomoleculars, morfològiques i vocals suggereixen que aquesta espècie es tracta de dues o tres espècies diferents.

## Descripció
El xenop gorjablanc fa de 11,5 a 12,5 cm de llarg,8 i pesa uns 12 g. Té un bec fort i punxegut amb la part inferior lleugerament corbada cap amunt. El cap és de color marró amb llistes superciliars de color crema i llistes malars blanquinoses. Les parts superiors són marrons, fent-se vermelloses al carpó i la cua. Presenta una banda beix sobre les ales que són de color marró fosc. Tots dos sexes són d'aspecte similar, mentre que els juvenils tenen la gola de color marró fosc. L'absència de motes i llistes a les parts inferiors és la diferència més òbvia respecte a les altres espècies de Xenops, especialment amb el xenop estriat (Xenops rutilans). A més, és l'única espècie del gènere que habita regions baixes.

## Hàbitat i distribució
Viu a la selva humida i altres formacions boscoses de les terres baixes des de Mèxic cap al sud, al llarg del vessant del Carib fins Nicaragua i ambdues vessants de Costa Rica i Panamà i des de Colòmbia, Veneçuela i Guaiana, cap al sud, per l'oest dels Andes, fins l'oest de l'Equador i, per l'est dels Andes, a través de l'est de l'Equador, est del Perú i Brasil fins al nord i l'est de Bolívia, est del Paraguai i nord-est de l'Argentina.
Aquesta espècie és àmpliament disseminada i considerada força comú en els seus hàbitats naturals, el sotabosc, l'estrat mitjà, i les vores de selves humides tropicals i subtropicals de terres baixes, principalment per sota dels 900 m d'altitud.

## Comportament

### Moviment
És un resident durant tot l'any a tota la seva distribució.

### Alimentació
La dieta del xenop gorjablanc és gairebé totalment d'artròpodes, tant adults com larvaris. S'ha registrat menjant tèrmits, himenòpters com formigues i abelles, escarabats, tetigònids, milpeus i aranyes. Normalment, s'alimenta des del sotabosc fins al nivell mitjà, però pot ascendir fins al dosser. Sovint s'uneix a estols d'espècies mixtes quan s'alimenta. Captura les preses espigant, amartellant, cisellant i fent palanca amb el bec cap amunt. Gran part de l'aliment l'extreu de branques mortes força primes, sovint podrides i de les que han caigut al sotabosc, i també s'alimenta al llarg de les vinyes.

### Cria
No s'ha estudiat la biologia reproductiva però s'assumeix que és similar a la de les anteriors espècies "pares", el xenop senzill.

## Taxonomia
El xenop gorjablanca antigament es considerava una subespècie dels xenop senzill (ara Xenops genibarbis, abans X. minutus). HBW i Birdlife international varen reconèixer la divisió el 2018 i el COI i la taxonomia de Clements varen seguir el mateix el juliol de 2023 i, finalment, el Comitè de Classificació Sud-americà de la Societat Americana d'Ornitologia (SACC) ho va acceptar l'abril de 2024 i les evidències disponibles actualment suggereixen que Xenops minutus es tracta millor com a tres espècies biològiques:
- Xenops minutus
- Xenops genibarbis
- Xenops mexicanus

El xenop gorjablanca és monotípic: no es reconeix cap subespècie.